# Climent VIII de Peníscola
Climent VIII, nascut a Terol (Regne d'Aragó) en el 1370 amb el nom de Gil Sánchez Muñoz y Carbón, va ser arxipreste de Terol i antic canonge de Barcelona. Durant el Cisma d'Occident va esdevenir antipapa no reconegut oficialment per l'Església Catòlica, substituint a Benet XIII el 10 de juny del 1424. Climent VIII duraria en aquest càrrec fins al 26 de juliol del 1429, any en què abandonaria les seves pretensions al papat públicament en l'església arxiprestal de Sant Mateu (Baix Maestrat), davant de Pere de Foix ''el Vell'', legat del pontífex Martí V, i amb aquest fet es donava per finalitzat el Cisma de l'Església occidental.
L'elecció va ser una farsa de només tres cardenals, però Muñoz va acceptar i va prendre el nom de Climent VIII. Martí V va ordenar els bisbes de Barcelona i Tortosa que intervinguessin per resoldre aquest cisma, i el rei Alfons va aconseguir que Martí V fes també concessions va obligar a abdicar Climent VIII. L'últim acte d'aquesta farsa va ser el reconeixement de Martí V per Climent VIII, els seus tres cardenals i dignataris, tornant a dir-se Gil Sánchez Muñoz.
Aleshores Martí V el va nomenar bisbe de Mallorca, i com a tal va morir el 28 de desembre del 1446.